# 潘鼎新
潘鼎新（1828年—1888年），字琴軒，安徽庐州府庐江县广寒乡人，后迁居合肥县三河镇，淮军将领，清朝政治、軍事人物。

## 仕途
道光二十九年（1849年）己酉科举人，三十年（1850年）春闱会试至国史馆承修臣传。后在家乡办团练，参与镇压太平军，受曾国藩赏识，令募勇立“鼎”字营。同治元年（1862年）署江苏常镇通海道，后加按察使、布政使衔。

## 剿捻軍
同治四年（1865年）率部北上，赴山东镇压捻军，后任山东布政使。同治十三年（1874年）授雲南布政使。光绪二年（1876年）升任巡抚，与总督刘长佑不合，次年调至京城另候任用。

## 中法戰爭
- 19世纪80年代，法国政府推行帝國擴張殖民主义，派军占领越南，继而准备占领中国的西南腹地。光绪九年（1883年）九月，法军向清守军刘永福部进攻。在民族矛盾已上升为主要矛盾的形势下，清政府除加强两广防务外，并命潘鼎新为湖南巡抚，在二线布防。
- 光绪十年（1884年）二月二十九，由湖南巡抚调任廣西巡撫。潘鼎新驰抵南宁接印后，即奏请调兵遣将，驻守前钱。六月二十五日，清军大创法军于观音桥。潘鼎新随即驻军谅山，扎兵于屯梅、谷松、坚牢等处要隘，与法军初战船头、祗社，获胜。但是清政府面对法军武装侵略，不主张抗击到底，而乞求议和，李鸿章密令潘鼎新“战胜不道，战败则退”，使清军坐失战机，处于防守挨打的被动地位。
- 光绪十一年（1885年）一月，法军大举来犯，谅山陷，师退，潘自请罪，清廷命其带罪立功。二月，潘令杨玉科援军守镇南关，自驻海村为后援。海村为龙州要隘，背靠大河，命撤舟桥，示死决战。二十三日，法军攻镇南关，杨玉科阵亡，镇南关失守。潘鼎新率骑夺关，伤肘坠马，经营救，继续指挥战斗，以苏元春为先锋，经苦战复拔镇南关，把法军赶到文渊。随即法军又由艽封绕道攻龙州，潘令淮、鄂两军迎击，法军退，又令冯子材、苏元春二军驻防扣坡。
- 三月，法军从北宁调兵三千至谅山，派越夫万人运子弹粮食，扬言初八攻龙州。潘鼎新即会商诸将，采取先发制人，令冯部初四日出关攻文渊，王孝祺军副之，蒋宗汉、陈嘉二军分起设伏，苏元春军在关外往来援应，并诱敌深入，淮、鄂各军居中截击。冯、王二军进战，自山后攀崖越险，破敌两垒，尽毙守敌。初七日，法军分三路攻镇南关，激战两昼夜，法军大败溃逃，沿阵尸横遍野，清军夺其辎重，奋起追击，初十日克文渊，次日进驻巴平。追蹑至谅山城下，潘鼎新骑马指挥攻城，十三日克谅山，急率淮、鄂二军追击，连克观音桥、屯梅二要隘，十七日克谷松。不断这日夜龙州送到潘鼎新被革职谕旨，十八日他回京山交卸，曾作悲歌“兄弟一军归故里，河山百战送蛮夷”。鼎新俟和议定后，乃由桂林归无为侨寓。抚职由按察使李秉衡暂行护理[1]。

## 返鄉庐江
同治七年（1868年）潘鼎新捐资重修家鄉安徽庐江城内文昌宫、奎星楼，以后又资助建南京庐江试馆。中法战争后，潘鼎新到安徽无为定居。光绪十四年（1888年），清廷赏还潘鼎新原衔，是年五月十二日感暑触发旧伤逝世，终年61岁。